# Reflejo de inmersión de los mamíferos
El reflejo de inmersión mamífero o simplemente reflejo de inmersión es un reflejo de los mamíferos que optimiza la respiración para permitir permanecer bajo el agua durante largos períodos de tiempo. Se exhibe con fuerza en los mamíferos acuáticos (focas, nutrias, delfines, etc.), pero existe en otros mamíferos una versión más suave, incluyendo seres humanos. Las aves acuáticas, como los pingüinos, tienen un reflejo de inmersión similar. En los mamíferos se activa específicamente por el agua fría en contacto con la cara, sin embargo, el agua que es más cálida a 21 °C no provoca el reflejo; de igual manera, tampoco lo produce la inmersión de otras partes del cuerpo más que la cara. 
Por otra parte, el reflejo se manifiesta más claramente (y por lo tanto puede otorgar una mayor supervivencia) en los individuos jóvenes.

## Efecto
Al iniciarse el reflejo, el cuerpo sufre tres cambios, en este orden:
1. La bradicardia es la primera respuesta a la inmersión. Inmediatamente después de que la cara entre en contacto con agua fría, el ritmo cardíaco humano se ralentiza entre un 10 y un 25 por ciento.[2] Las focas experimentan cambios que son aún más drásticos, pasando de alrededor de 125 latidos por minuto hasta un mínimo de 10 en una inmersión prolongada.[1][3] Ralentiza el ritmo cardíaco, disminuye la necesidad de oxígeno en el torrente sanguíneo, dejando así más para ser utilizado por otros órganos.
2. A continuación, vasoconstricción periférica en grupos. Cuando se está bajo una alta presión inducida por el buceo libre, los capilares de las extremidades empiezan a contraerse, deteniendo la circulación sanguínea en esas áreas. Nótese que la vasoconstricción generalmente se aplica a las arteriolas, pero en este caso es completamente un efecto de los capilares. Los dedos de los pies y las manos se contraen primero, luego las manos y los pies, y en última instancia, los brazos y las piernas cortando la circulación sanguínea, dejando más sangre para ser usada por el corazón y el cerebro. La musculatura humana cuenta con sólo el 12 % del almacenamiento de oxígeno del cuerpo total, y los músculos del cuerpo tienden a sufrir calambres durante esta fase. Los mamíferos acuáticos tienen hasta un 25 a un 30 % de su almacenamiento de oxígeno en músculo, y así pueden seguir funcionando después de que el suministro de sangre capilar se detiene.
3. Finalmente el cambio en el comportamiento de la sangre, que se produce sólo durante las inmersiones muy profundas. Cuando esto sucede, los órganos y las paredes circulatorias permiten que el plasma pase libremente a través de la cavidad torácica, por lo que su presión se mantiene constante y los órganos no están aplastados. En esta etapa, los alvéolos de los pulmones se llenan con plasma sanguíneo, que se reabsorbe cuando el animal sale del ambiente presurizado. Esta etapa del reflejo de inmersión se ha observado en los seres humanos (como el campeón del mundo apneísta Martin Stepanek) durante apneas mayores a 90 metros de profundidad.

De este modo, una persona puede sobrevivir más tiempo sin oxígeno bajo el agua fría que en una situación comparable en tierra firme. Los niños tienden a sobrevivir más tiempo que los adultos cuando se les priva de oxígeno bajo el agua. El mecanismo exacto de este efecto ha sido objeto de debate y pueden ser resultado del enfriamiento del cerebro, similar a los efectos protectores observados en pacientes tratados con hipotermia profunda.
Cuando la cara está sumergida, los receptores que son sensibles al frío dentro de la cavidad nasal y otras áreas de la cara suministrada por los pares craneales V (trigémino) transmiten la información al cerebro y luego enervan en el nervio vago, que forma parte del sistema nervioso autónomo. Esto provoca bradicardia y vasoconstricción periférica. La sangre se extrae de los miembros y de todos los órganos excepto el corazón y el cerebro, creando un circuito de corazón-cerebro, lo cual permite a los mamíferos ahorrar oxígeno.
En los seres humanos, el reflejo de inmersión de mamíferos no se induce cuando los miembros se introducen en agua fría. Bradicardia leve es causada por los sujetos que sostienen la respiración sin sumergir la cara dentro del agua. Al respirar con la cara sumergida esto causa un reflejo de inmersión, que aumenta proporcionalmente a la disminución de la temperatura del agua. Activar el reflejo de inmersión con agua fría puede ser utilizado para el tratamiento de la taquicardia supraventricular. Sin embargo, puede inducirse el mayor efecto de bradicardia cuando el sujeto está aguantando la respiración con la cara sumergida.
El reflejo de inmersión también se encuentra presente en el periodo fetal y neonatal de los seres humanos, y explica muchos de los fenómenos que se producen durante la asfixia perinatal.